# Heinrich Kruse

Heinrich Kruse

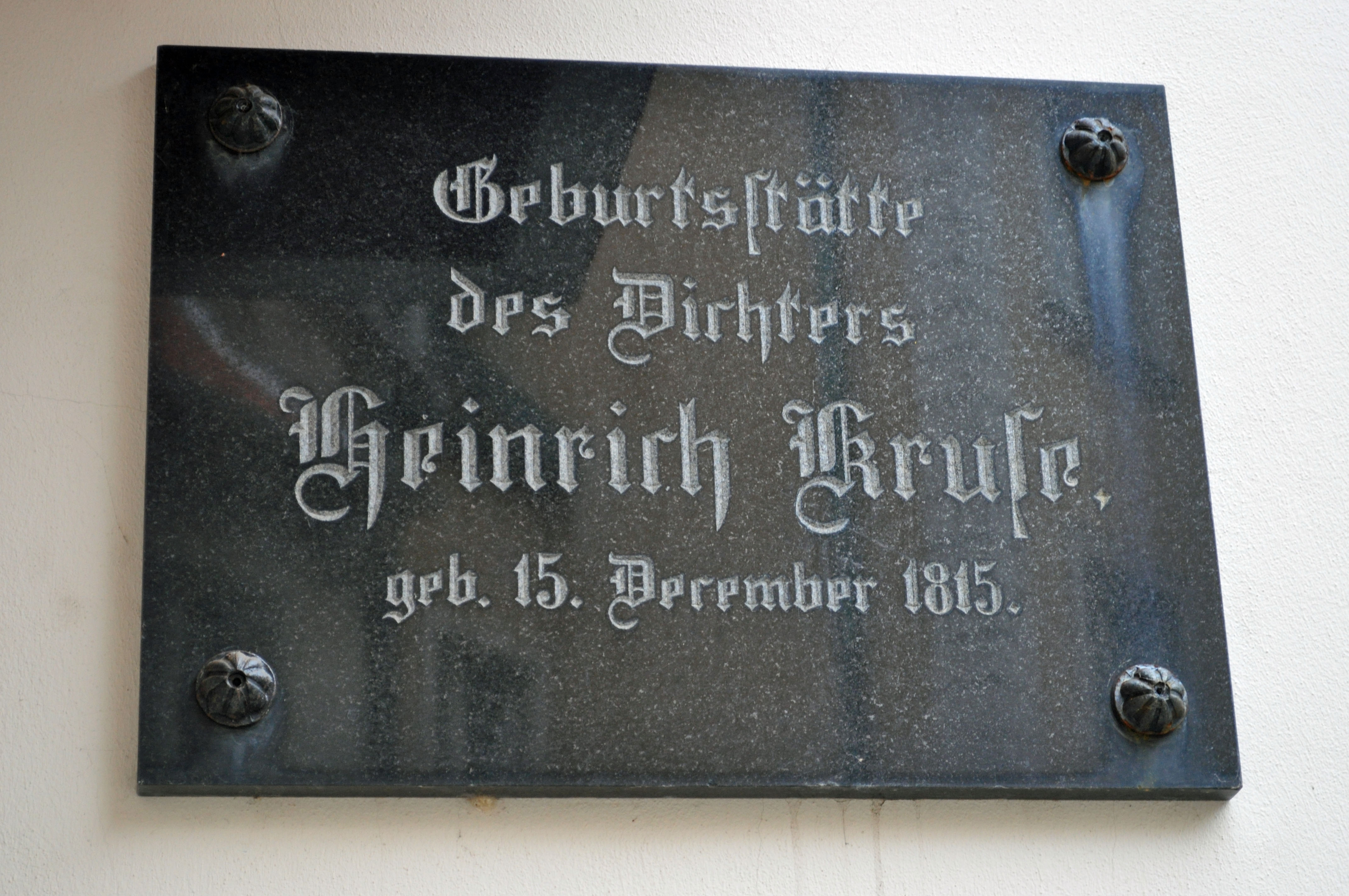
Gedenktafel am Geburtshaus Fährstraße 25 in Stralsund

Heinrich August Theodor Kruse (* 15. Dezember 1815 in Stralsund; † 12. Januar 1902 in Bückeburg) war ein deutschnationaler Journalist, Dichter und Schriftsteller.

## Leben
Heinrich Kruse wurde als Sohn des Altermannes der Gewandschneider Andreas Theodor Kruse geboren, sein Geburtshaus ist das Haus Fährstraße 25. Er besuchte das Gymnasium Stralsund und studierte nach seinem Abschluss in Bonn, später in Berlin mit Ernst Curtius und Emanuel Geibel Archäologie, Geschichte und Philologie. Nach seiner Promotion machte Kruse längere Reisen nach Russland und Skandinavien und übernahm in London die Stelle eines Erziehers der Söhne Lord Ashleys (Earl of Shaftesbury).
1847 ging er zurück nach Deutschland, wo er zunächst als Gymnasiallehrer in Minden tätig war, bis er 1848 als Nachfolger von Georg Gottfried Gervinus Redakteur bei der Deutschen Zeitung in Frankfurt am Main wurde. Nach einer Tätigkeit bei der Neuen Berliner Zeitung wurde er 1855 Hauptschriftleiter bei der Kölnischen Zeitung. 1884 ging er wegen eines Augenleidens in den Ruhestand und lebte fortan in Bückeburg.
Zu seinem 80. Geburtstag, am 15. Dezember 1895, verlieh ihm seine Geburtsstadt den Titel eines Stralsunder Ehrenbürgers.
Sein Sohn Francis war ein hoher preußischer Verwaltungsbeamter.

## Künstlerisches Schaffen
Nachdem er 1869 für die Tragödie Die Gräfin den Schiller-Preis (neben Geibel für Sophonisbe) erhalten hatte, verfasste er eine lange Reihe von historischen Dramen, die zwar wenig gespielt, aber von der Kritik wohlwollend behandelt wurden; bemängelt wurde lediglich die Gleichförmigkeit der Sujets und die Vorliebe für Figuren, die rücksichtslos ihre Interessen durchsetzen.

## Werke (Auswahl)
- Der Teufel zu Lübeck. Ein Fastnachtsschwank. Reimarus, Berlin 1847. (Digitalisat)
- Die Schutzzölle. Kleine Dichtungen. Körber & Freytag, Minden 1847.
- Ueber den grammatischen Unterricht in den alten Sprachen. Abhandlung 1847 Digitalisat
- Der Wettlauf. Lustspiel in 1 Akt. Heyse, Bremen 1854.
- Die Gräfin. Trauerspiel in 5 Akten. Hirzel, Leipzig 1870. (Digitalisat in der Google-Buchsuche)
- Wullenwever. Trauerspiel in 5 Akten. Hirzel, Leipzig 1870. (Digitalisat in der Google-Buchsuche)
- König Erich. Trauerspiel in 5 Akten. Hirzel, Leipzig 1871. (Digitalisat in der Google-Buchsuche)
- Moritz von Sachsen. Trauerspiel in 5 Akten. Leipzig 1872. (Digitalisat im Internet Archive)
- Brutus. Trauerspiel in 5 Akten. Leipzig 1874. (Digitalisat im Internet Archive)
- Ueber historische Dramen. Leipzig 1875. (In: Gegenwart vom 20. Februar 1875.)
- Marino Faliero. Trauerspiel. Hirzel, Leipzig 1876. (Digitalisat in der Google-Buchsuche)
- Das Mädchen von Byzanz. Trauerspiel. Hirzel, Leipzig 1877. (Digitalisat in der Google-Buchsuche)
- Kriegszeiten. Eine Seegeschichte. Schottländer, Breslau 1877.
- Rosamunde. Trauerspiel. Hirzel, Leipzig 1878. (Digitalisat in der Google-Buchsuche)
- Der Verbannte. Leipzig 1879. (Digitalisat in der Google-Buchsuche)
- Raven Barnekow. Trauerspiel. Leipzig 1880. (Digitalisat in der Google-Buchsuche)
- Witzlav von Rügen. Leipzig 1881. (Digitalisat in der Google-Buchsuche)
- Alexei. Trauerspiel in 5 Aufzügen. Hirzel, Leipzig 1882. (Digitalisat)
- Fastnachtsspiele. Leipzig 1887. (Digitalisat im Internet Archive)
- Arabella Stuart. Hirzel, Leipzig 1888. (Digitalisat)
- Seegeschichten. Kleine Dichtungen. 2 Bände. Cotta, Stuttgart 1889.
- Hans Waldmann. Hirzel, Leipzig 1890. (Digitalisat)
- Erinnerungen an Zandvort. Bückeburg 1890.[2]
- Gedichte. Hirzel, Leipzig 1891.
- Die kleine Odyssee. Hexameterepos. Leipzig 1892.
- Sieben kleine Dramen. Grimme, Bückeburg 1893.
- Nero. Trauerspiel. Hirzel, Leipzig 1895.
- Stieglitz und Nachtigall oder die Rostocker Jungen. Schmidt & Baumann, Leipzig 1897.
- König Heinrich der Siebente. Hirzel, Leipzig 1898.
- Lustspiele. Hirzel, Leipzig 1899, urn:nbn:de:gbv:9-g-4892575.
- Schriften zur Kritik und Litteraturgeschichte. Berlin 1899.[3]
- Seegeschichte. (Neue Folge) Hirzel, Leipzig 1900, urn:nbn:de:gbv:9-g-5275681.